# Opawa (Lubawka)

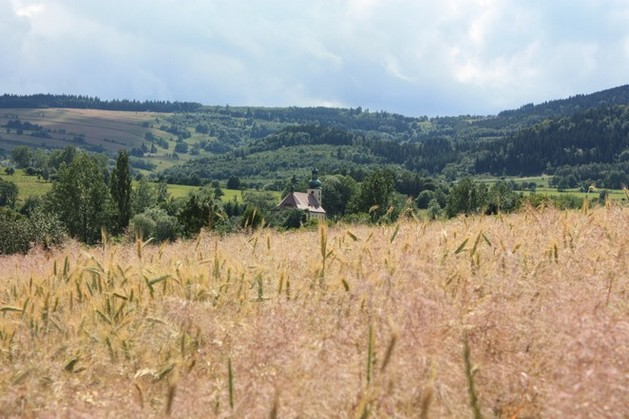
Gesamtansicht

Opawa (deutsch Oppau) ist ein Ort in der Stadt- und Landgemeinde Lubawka (Liebau) im Powiat Kamiennogórski der Woiwodschaft Niederschlesien in Polen.

## Geographie
Opawa liegt im südlichen Riesengebirge (Rehorngebirge) an der Oppau (Opawa), einem linken Zufluss des Bober. Es wird über eine Stichstraße von Miszkowice (Michelsdorf) aus erreicht, die in Niedamirów (Kunzendorf) endet. Nachbarorte sind Jarkowice (Hermsdorf) im Norden, Miszkowice und Paprotki (Städtisch Hartau) im Nordosten, Lubawka im Westen und Niedamirów im Südwesten. Jenseits der Grenze zu Tschechien, die im Osten, Süden und Westen verläuft, liegt im Süden Žacléř (Schatzlar). Es wird über den Grenzübergang Lubawka–Královec erreicht.

## Geschichte
Das Gebiet um Oppau gehörte zunächst zu Böhmen und gelangte im 13. Jahrhundert an den Herzog Bolko I. Zusammen mit dem Herzogtum Schweidnitz gelangte es 1368 nach dem Tod des Herzogs Bolko II. an die Krone Böhmen und gehörte mit Buchwald, Tschöpsdorf und Kunzendorf lehensweise als Witwengut der Marita von Se(i)dlitz, einer Hofmeisterin der Herzogin Agnes. 1378 verkauften Maritas Söhne Hans Schonevogel und Kuncze Hudner Oppau und die anderen genannten Ortschaften mit allen Besitztümern und Rechten dem Zisterzienserkloster Grüssau. Zur Bestreitung der Türkensteuer mussten 1558 Oppau mit Kunzendorf, Tschöpsdorf und Buchwald verpfändet werden. Während der Verpfändungsperiode entwickelte sich in den Dörfern das Luthertum. Ab 1568 war in Oppau der lutherische Prädikant Johannes Hintzius als Pfarrer tätig, der zuvor in Trautenau gewirkt hatte. 1570 gewährte der Grüssauer Abt Caspar Hauser (1567–1571) dem Oppauer Schulzen das Recht, das entdeckte Steinkohlenlager zu erschließen.
Nach dem Ersten Schlesischen Krieg fiel Oppau 1742 zusammen mit dem größten Teil Schlesiens an Preußen. 1810 wurde das Grüssauer Klostergut säkularisiert. Nach der Neugliederung Preußens 1815 gehörte Oppau zur Provinz Schlesien und war ab 1816 dem Landkreis Landeshut eingegliedert, mit dem es bis 1945 verbunden blieb. Es bildete eine eigene Landgemeinde und war seit 1874 Sitz des  Amtsbezirks Oppau, zu dem auch die Landgemeinden Kunzendorf (jetzt Niedamirów) und Tschöpsdorf (jetzt Szczepanów) sowie der Gutsbezirk Oppau-Kunzendorf gehörten. 1939 lebten 566 Einwohner in Oppau.
Oppau wurde im Februar 1945 im Zuge der Niederschlesischen Operation von Truppen der Roten Armee erobert. Es fiel als Folge des Zweiten Weltkrieges 1945 wie fast ganz Schlesien an Polen und wurde in Opawa umbenannt. Die deutsche Bevölkerung wurde, soweit sie nicht vorher geflohen war, weitgehend vertrieben. Die neu angesiedelten Bewohner waren teilweise Zwangsumgesiedelte aus Ostpolen, das an die Sowjetunion gefallen war. 1975–1998 gehörte Opawa zur Woiwodschaft Jelenia Góra.
Alfons Haase, seit 1911 Pfarrer vom Oppau, wurde nach Kriegsende unter einem Vorwand von der polnischen Miliz eingesperrt, dann ins Kreisgefängnis in Kamienna Góra (Landeshut) gebracht und dort zu Tode gequält. Er starb am 1. September 1945 an den Folgen der Schläge durch die polnische Miliz.

## Sehenswürdigkeiten

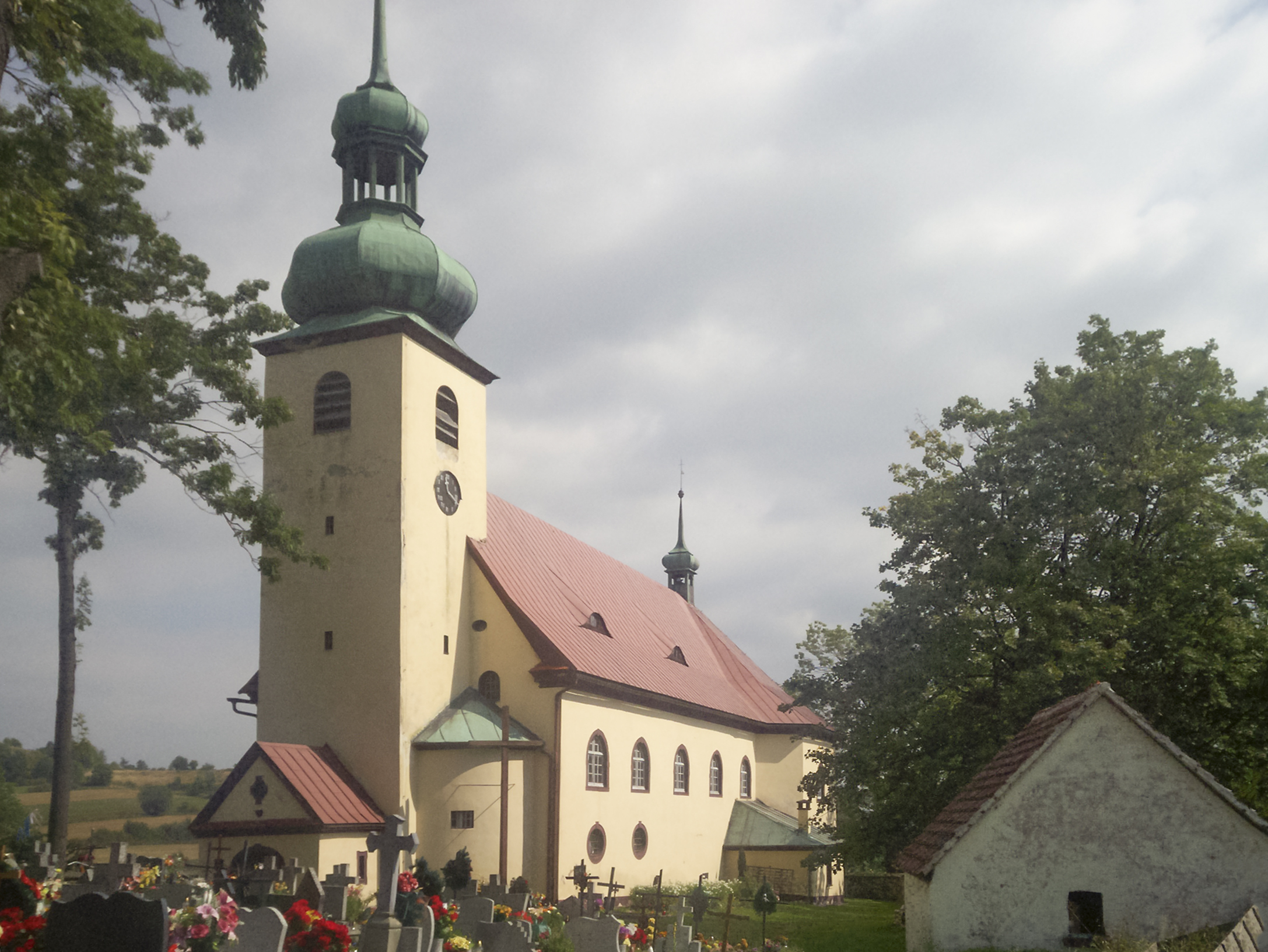
Filialkirche St. Hedwig

- Die katholische Filialkirche St. Hedwig wurde 1687–1692 an der Stelle eines Vorgängerbaus als Kapelle errichtet, 1794–1795 zur Kirche umgebaut und einige Jahre nach einem verheerenden Brand nach Blitzschlag vom 7. Juni 1905 wieder aufgebaut. Sie besitzt eine reiche Barockausstattung. Den architektonischen Hauptaltar mit Rahmungen schuf vor 1785 der Grüssauer Bildhauer Joseph Anton Lachel, aus dessen Werkstatt vermutlich auch die Kanzel, der dreitürmige Orgelprospekt sowie der Beichtstuhl mit einer Kreuzigungsgruppe in der Bekrönung stammen. Das Hauptaltargemälde hl. Hedwig ist von 1863; es wurde von J. C. Schall gemalt. Der spätgotische Taufstein stammt aus dem Ende des 16. Jahrhunderts. Das Taufbecken ist mit einem Abteiwappen der Grüssauer Zisterzienser verziert.[3]
- An den Außenmauern der Kirche befinden sich drei Epitaphe aus dem 17./18. Jahrhundert.
- Der ehemalige Gerichtskretscham befindet sich in einem schlechten baulichen Zustand.

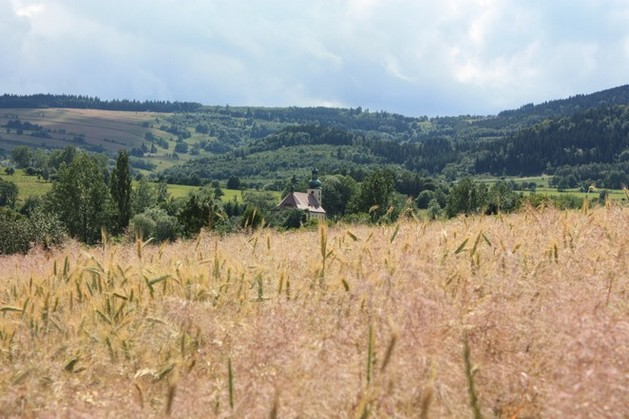
Umgebung von Opawa
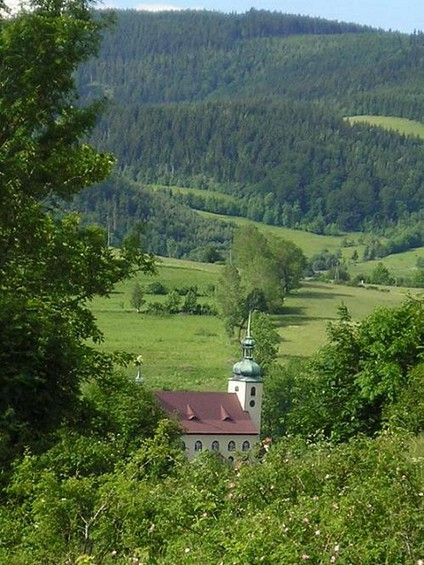
Filialkirche St. Hedwig